# Маслов Денис Вячеславович
Маслов Денис Вячеславович (1 серпня 1983 , Кривий Ріг, Дніпропетровська область ) — український суддя, юрист, політик, народний депутат ВРУ IX скликання від партії «Слуга народу», Голова Комітету з питань правової політики. 

## Життєпис
Народився 1 серпня 1983 у Кривому Розі.

### Освіта
1998—2000 — вчився у Дніпропетровському ліцеї інформаційних технологій.
2000—2005 — навчався на юридичному факультеті ДНУ ім. Гончара. Має другу вищу освіту за спеціальністю «Банківська справа».

### Професійна діяльність
2010—2020 — займався адвокатською діяльністю, зупинив у зв'язку з обранням до парламенту.
2013—2016 — арбітражний керуючий.
2016—2018 — суддя Дніпровського райсуду міста Дніпродзержинська.
2019—2020 — Голова Дніпропетровського відділення Асоціації правників України. Був делегатом в Правовій асамблеї Асоціації правників України від Дніпропетровської області, а також членом Регіональної Ради з питань реформ у сфері юстиції.
У 2020 році був керівником Комітету з питань розвитку малого та середнього бізнесу при Дніпропетровській Торгово-промисловій палаті.
Обіймав керівні посади у низці юридичних фірм та компаній (керуючий партнер Адвокатського об'єднання «Лоуатек», директор ТОВ «Авін Трейд»).

## Політика
На чергових президентських виборах 2019 року був довіреною особою кандидата на пост Президента України Володимира Зеленського у територіальному виборчому окрузі № 26, місто Дніпро.
Став народним депутатом IX скликання 11 червня 2020-го, замінивши Олександра Ткаченка, призначеного Міністром культури України. Голова Комітету з питань правової політики.
Керівник групи з міжпарламентських зв'язків з Таджикистанлм, член груп зв'язків з США та Індонезією. Член тимчасової комісії з питань захисту прав інвесторів та тимчасової комісії з розслідування незаконних та неефективних заходів щодо вдосконалення системи управління та дерегуляції земельних відносин. Голова групи Комітету з питань правової політики щодо удосконалення діяльності Конституційного Суду України.
Співголова групи комітету з питань правової політики щодо врегулювання питання суддів Верховного Суду України та суддів вищих спеціалізованих судів. Член Робочої групи «Юстиція» Національної ради з відновлення України від наслідків війни.

### Законотворча діяльність
На чолі Комітету з питань правової політики є одним із відповідальних за впровадження судової реформи в Україні.
Автор закону «Про внесення змін до деяких законодавчих актів України щодо уточнення положень про конкурсний відбір кандидатів на посаду судді Конституційного Суду України». Він мав забезпечити виконання першої рекомендації Європейської Комісії щодо членства в ЄС. Автор законів, які мали відновити дисциплінарну функці. Вищої ради правосуддя.
Розробник Заяви ВРУ «Про необхідність ... подолання проявів корупції в системі правосуддя», яка стала реакцією на розслідування в судовій владі, зокрема щодо кримінальнгого провадження проти екс-голови Верховного суду Всеволода Князєва.
Автор Закону України "Про внесення змін до Закону України "Про судоустрій і статус суддів" та деяких законодавчих актів України щодо удосконалення процедур суддівської кар’єри", який оптимізував процедури добору, конкурсу та призначення суддів. 
Ініціатор законопроєкту № 7033-д від 13.01.2023 року, яким на час воєнного стану пропонувалося обмежити доступ до чутливої інформації в судових рішеннях, а також до окремих категорій судових справ. Законопроект викликав занепокоєння у окремих громадських організацій. 2 травня 2024 року Комітет з питань правової політики повторно розглянув проєкт закону № 7033-д в першому читанні та рекомендував його до голосування у парламенті, що знов викликало критику окремих правозахисників, юридичних та антикорупційних організацій.

### Блоги
- Блог на Українській правді;
- Блог на 24 каналі;
- Блог на Лівому березі;
- Блог на ЛІГА.net
- Блог на Фокусі